# Южен Ланаркшър
Южен Ланаркшър (на английски: South Lanarkshire, на шотландски: Siorrachd Lannraig a Deas) е една от 32-те области в Шотландия.
Граничи с областите Източен Еършър, Северен Еършър, Глазгоу, Дъмфрийс анд Голоуей, Северен Ланаркшър, Западен Лоудиън, Източен Ренфрушър и Шотландски граници.

## Населени места
- Бигар (Biggar), Ботуъл (Bothwell)
- Хамилтън (Hamilton)
- Ист Килбрайд (East Kilbride)
- Ланарк (Lanark), Ларкхал (Larkhall)
- Камбъсланг (Cambuslang)
- Ръдърглен (Rutherglen)
- Стратхейвън (Strathaven)